# Llanfairpwllgwyngyllgogerychwyrndrobwllllantysiliogogogoch
Llanfairpwllgwyngyllgogerychwyrndrobwllllantysiliogogogoch (kraće nazivano Llanfairpwll ili Llanfairpwllgwyngyll), selo na otoku Anglesey u Walesu, Velika Britanija. Ističe se najdužim imenom nekog naselja na području Europe, čime stanovnici nastoje privući turiste.
Prema popisu 2001. ima 3.040 stanovnika, od čega 76% govori velškim jezikom.